# Liste japanischer Jagdflieger im Zweiten Weltkrieg
In der Liste japanischer Jagdflieger im Zweiten Weltkrieg sind Jagdpiloten der japanischen Luftstreitkräfte (Kaiserlich Japanische Heeresluftstreitkräfte und Kaiserlich Japanische Marineluftstreitkräfte) im von 1939 bis 1945 dauernden Zweiten Weltkrieg aufgeführt, die mindestens 40 Abschüsse erzielt hatten.

## Übersicht
Die Tabelle enthält Angaben zu 
- Namen
- Dienstgrad
- Zahl der bestätigten Luftsiege (L)
- Auszeichnungen
- Luftstreitkraftzugehörigkeit (Heer oder Marine)
- Todesdatum

Anmerkung: Die Liste ist sortierbar: Durch Anklicken eines Spaltenkopfes wird die Liste nach dieser Spalte sortiert, zweimaliges Anklicken kehrt die Sortierung um.
| Name                | Bild | Rang          | L  | Auszeichnung | Luftstreitkraft | Todesdatum         |
| ------------------- | ---- | ------------- | -- | ------------ | --------------- | ------------------ |
| Nishizawa Hiroyoshi |      | Kaigun-chūi   | 87 |              | Marine          | 26. Oktober 1944   |
| Iwamoto Tetsuzō     |      | Kaigun-chūi   | 80 | Goldene Weih | Marine          | 20. Mai 1955       |
| Jōbō Ryōtarō        |      | Rikugun-taii  | 76 |              | Heer            | 13. September 2012 |
| Fukumoto Shigeo     |      | Heisōchō      | 72 |              | Marine          | Dezember 1945      |
| Sugita Shoichi      |      | Kaigun-shōi   | 70 |              | Marine          | 15. April 1945     |
| Sakai Saburō        |      | Kaigun-chūi   | 64 |              | Marine          | 22. September 2000 |
| Okumura Takeo       |      | Heisōchō      | 54 |              | Marine          | 22. September 1943 |
| Sasai Junichi       |      | Kaigun-shōsa  | 54 | Goldene Weih | Marine          | 26. August 1942    |
| Anabuki Satoru      |      | Rikugun-sōchō | 51 |              | Heer            | Juni 2005          |
| Ōhara Ryōji         |      | Heisōchō      | 48 |              | Marine          |                    |
| Nakada Yoshihiko    |      | Heisōchō      | 45 |              | Marine          |                    |
| Ozaki Nakakazu      |      | Rikugun-taii  | 40 |              | Heer            | 27. Dezember 1943  |
| Kamito Sumi         |      |               | 40 |              | Heer            |                    |